# Коричный крючкоклюв
Коричный крючкоклюв (лат. Diglossa baritula) — вид птиц из семейства танагровых. Птицы обитают на пахотных землях, в пригородных садах, субтропических и тропических горных лугах и кустарниковых рощах, горных влажных и сильно деградированных лесах, на высоте от 1200 до 3350 метров над уровнем моря. Длина тела 12,5 см, масса около 7 грамм.
Выделяют три подвида:
- Diglossa baritula baritula — в нагорьях в центральной Мексике от Халиско, Гуанахуато, Идальго иВеракруса южнее до перешейка Санто-Доминго-Теуантепек в Оахака, а также в штатах Герреро и Оахака;
- Diglossa baritula montana — в нагорьях южной Мексики — в штате Чьяпас, Гватемале и Сальвадоре;
- Diglossa baritula parva — высокогорья западного и центрального Гондураса и северного Никарагуа.